# Kabinett Soares III

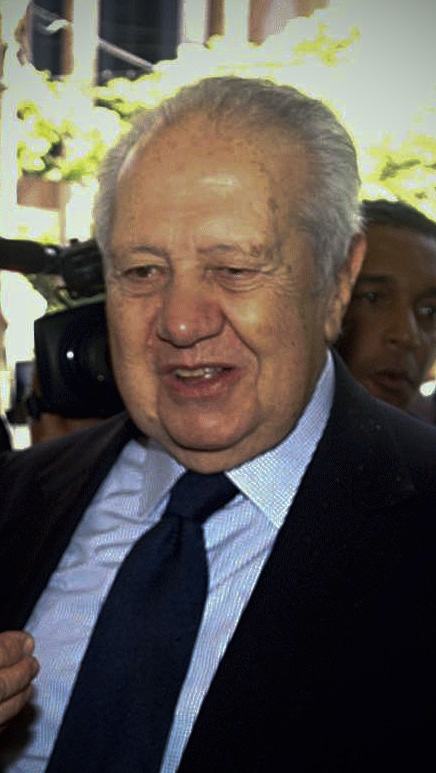
Mário Soares war von 1983 bis 1985 Premierminister Portugals

Das Kabinett Soares III wurde in Portugal am 9. Juni 1983 von Premierminister Mário Soares gebildet und löste das Kabinett Pinto Balsemão II ab. Dem Kabinett gehörten Mitglieder der Partido Socialista sowie der Partido Social Democrata (PSD) an. Am 6. November 1985 bildete Aníbal Cavaco Silva das Kabinett Cavaco Silva I.
| Amt                                                  | Amtsinhaber                               | Beginn der Amtszeit           | Ende der Amtszeit                 |
| ---------------------------------------------------- | ----------------------------------------- | ----------------------------- | --------------------------------- |
| Premierminister                                      | Mário Soares                              | 9. Juni 1983                  | 6. November 1985                  |
| Vize-Premierminister                                 | Carlos Alberto da Mota Pinto Rui Machete  | 9. Juni 1983 15. Februar 1985 | 15. Februar 1985 6. November 1985 |
| Staatsminister                                       | António de Almeida Santos                 | 9. Juni 1983                  | 6. November 1985                  |
| Minister für Nationale Verteidigung                  | Carlos Alberto da Mota Pinto Rui Machete  | 9. Juni 1983 15. Februar 1985 | 15. Februar 1985 6. November 1985 |
| Minister für Innere Verwaltung                       | Eduardo Pereira                           | 9. Juni 1983                  | 6. November 1985                  |
| Außenminister                                        | Jaime Gama                                | 9. Juni 1983                  | 6. November 1985                  |
| Justizminister                                       | Rui Machete Mário Raposo                  | 9. Juni 1983 15. Februar 1985 | 15. Februar 1985 6. November 1985 |
| Minister für Finanzen und Planung                    | Ernâni Lopes                              | 9. Juni 1983                  | 6. November 1985                  |
| Bildungsminister                                     | José Augusto Seabra João de Deus Pinheiro | 9. Juni 1983 15. Februar 1985 | 15. Februar 1985 6. November 1985 |
| Minister für Arbeit und Soziale Sicherheit           | Amândio de Azevedo                        | 9. Juni 1983                  | 6. November 1985                  |
| Gesundheitsminister                                  | António Maldonado Gonelha                 | 9. Juni 1983                  | 6. November 1985                  |
| Minister für Land- und Forstwirtschaft und Ernährung | Manuel Soares Costa Álvaro Barreto        | 9. Juni 1983 17. Oktober 1984 | 17. Oktober 1984 6. November 1985 |
| Minister für Industrie und Energie                   | José Veiga Simão                          | 9. Juni 1983                  | 6. November 1985                  |
| Minister für Handel und Tourismus                    | Álvaro Barreto Joaquim Ferreira do Amaral | 9. Juni 1983 17. Oktober 1984 | 17. Oktober 1984 6. November 1985 |
| Kulturminister                                       | António Coimbra Martins                   | 9. Juni 1983                  | 6. November 1985                  |
| Minister für soziale Ausstattung                     | João Rosado Correia Carlos Melancia       | 9. Juni 1983 15. Februar 1985 | 15. Februar 1985 6. November 1985 |
| Minister für Meeresangelegenheiten                   | Carlos Melancia José de Almeida Serra     | 9. Juni 1983 15. Februar 1985 | 15. Februar 1985 6. November 1985 |
| Minister für Lebensqualität                          | António Capucho Francisco Sousa Tavares   | 9. Juni 1983 23. Juni 1984    | 23. Juni 1984 11. Juli 1985       |
| Minister für die Autonome Region Azoren              | Tomás George Conceição Silva              | 9. Juni 1983                  | 6. November 1985                  |
| Minister für die Autonome Region Madeira             | Lino Miguel                               | 9. Juni 1983                  | 6. November 1985                  |